# 馬上鷹将
馬上 鷹将（もうえ たかまさ、1991年 - ）は、日本の漫画家。東京都出身。

## 来歴
1991年、東京都にて誕生。小学生のころに尾田栄一郎の『ONE PIECE』に熱中し、大人になっても気になる漫画として挙げている。馬上が漫画家を目指す1番のきっかけとなったのは、同作である。
21歳のとき東京都から第64回（2012年10月期）JUMPトレジャー新人漫画賞（審査員：西尾維新）に読切『勇者エグモント』を投稿し、佳作を受賞。
『少年ジャンプNEXT!』（集英社）2013 AUTUMUNに『サイボーグチルドレン』を掲載しデビュー。
『少年ジャンプNEXT!!』（集英社）2015 vol.2に読切『GALAXY GANGS』を掲載。その後、第10回金未来杯にエントリーし、『週刊少年ジャンプ』（集英社）2015年36号にリニューアル版『GALAXY GANGS』を掲載。
『週刊少年ジャンプ』2016年52号から2017年13号まで『オレゴラッソ』を連載。同作が連載デビュー作となる。
『ジャンプGIGA』（集英社）2018 WINTER vol.1からvol.3まで『霧の都のK・K』 を連載。
『週刊少年ジャンプ』2022年11号より、末永裕樹の原作による落語家の娘を描いた作品『あかね噺』の連載を開始。

## 人物
趣味はカメの観察。好きな漫画にアラン・ムーアの『ウォッチメン』を挙げている。

## 作品リスト

### 連載
- オレゴラッソ（『週刊少年ジャンプ』2016年52号[4] - 2017年13号[5]） - 連載デビュー作[1]。
- 霧の都のK・K（『ジャンプGIGA』2018 WINTER vol.1[8] - 3）
- あかね噺（原作：末永裕樹、『週刊少年ジャンプ』2022年11号[6] - 連載中）

### 読み切り
- 勇者エグモント - 第64回（2012年10月期）JUMPトレジャー新人漫画賞佳作。『オレゴラッソ』2巻に併録。
- サイボーグチルドレン（『少年ジャンプNEXT!』2013 AUTUMUN） - デビュー作。[要出典]
- J連作 1コマギャグ（『週刊少年ジャンプ』2014年39号）
- GALAXY GANGS（増刊版、『少年ジャンプNEXT!!』2015 vol.2）
- GALAXY GANGS（本誌版、『週刊少年ジャンプ』2015年36号） - 第10回金未来杯エントリー作、『オレゴラッソ』2巻に併録。
- 勇者のその後を知ってるか？（『少年ジャンプ+』2018年8月14日[9]）
- 芦盛島ギャラクティカ（『ジャンプGIGA』2019 SUMMER vol3.）
- タタラシドー（原作：末永裕樹、『週刊少年ジャンプ』2021年27号）
- プロモブ（『週刊少年ジャンプ』2021年41号）

### 書籍
- 『オレゴラッソ』、集英社〈ジャンプコミックス〉2017年、全2巻
- 『あかね噺』、原作：末永裕樹、集英社〈ジャンプコミックス〉2022年 - 刊行中、既刊17巻（2025年6月4日現在）